# Rheobatrachus
Rheobatrachus é um gênero extinto de anfíbios da família Myobatrachidae. As espécies estão sendo recriadas em laboratório a partir do desenvolvimento de embriões originados de DNA congelado.

## Espécies
As seguintes espécies são reconhecidas:
- †Rheobatrachus silus Liem, 1973
- †Rheobatrachus vitellinus Mahony, Tyler & Davies, 1984

## Reprodução
Os indivíduos do género são ovovivíparos, com os ovos sendo depositados no estômago da mãe, que interrompe a produção de ácidos estomacais e a digestão, sendo chocados por seis semanas, e após esse prazo, são expelidos pela boca.